# Camp de concentration de Dora
Pour les articles homonymes, voir Dora.
Le camp de concentration de Dora, également appelé Nordhausen-Dora, est un camp de concentration nazi créé en août 1943 comme dépendance du camp de Buchenwald et destiné à la fabrication de missiles V2. Il devient un camp de concentration autonome en octobre 1944 sous le nom de Dora-Mittelbau.
Environ 60 000 prisonniers de vingt-et-un pays y sont passés et on estime que plus de 20 000 y sont morts.
Plusieurs des scientifiques ayant travaillé dans ce camp ont par la suite travaillé au service des Américains, des Soviétiques et des Français dans le cadre des recherches en balistique et pour l'exploration spatiale.

## Histoire

### Origines

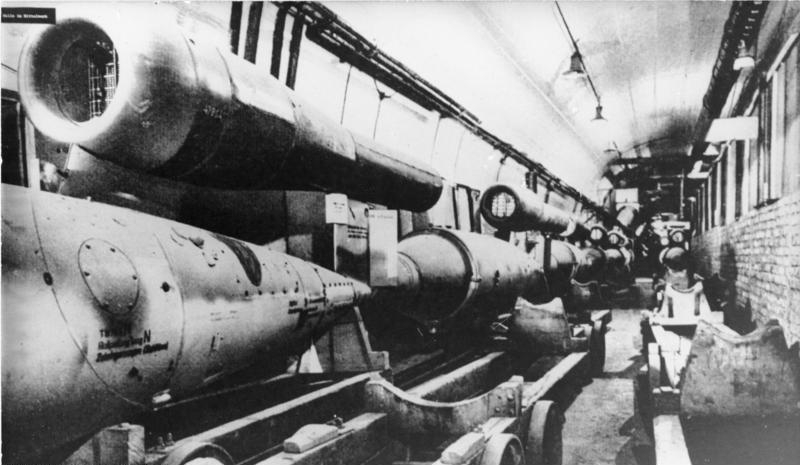
Chaîne de montage souterraine des V1.

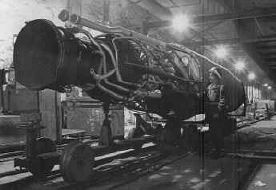
Chaîne de montage de V2 dans le complexe Mittelwerk de Dora.

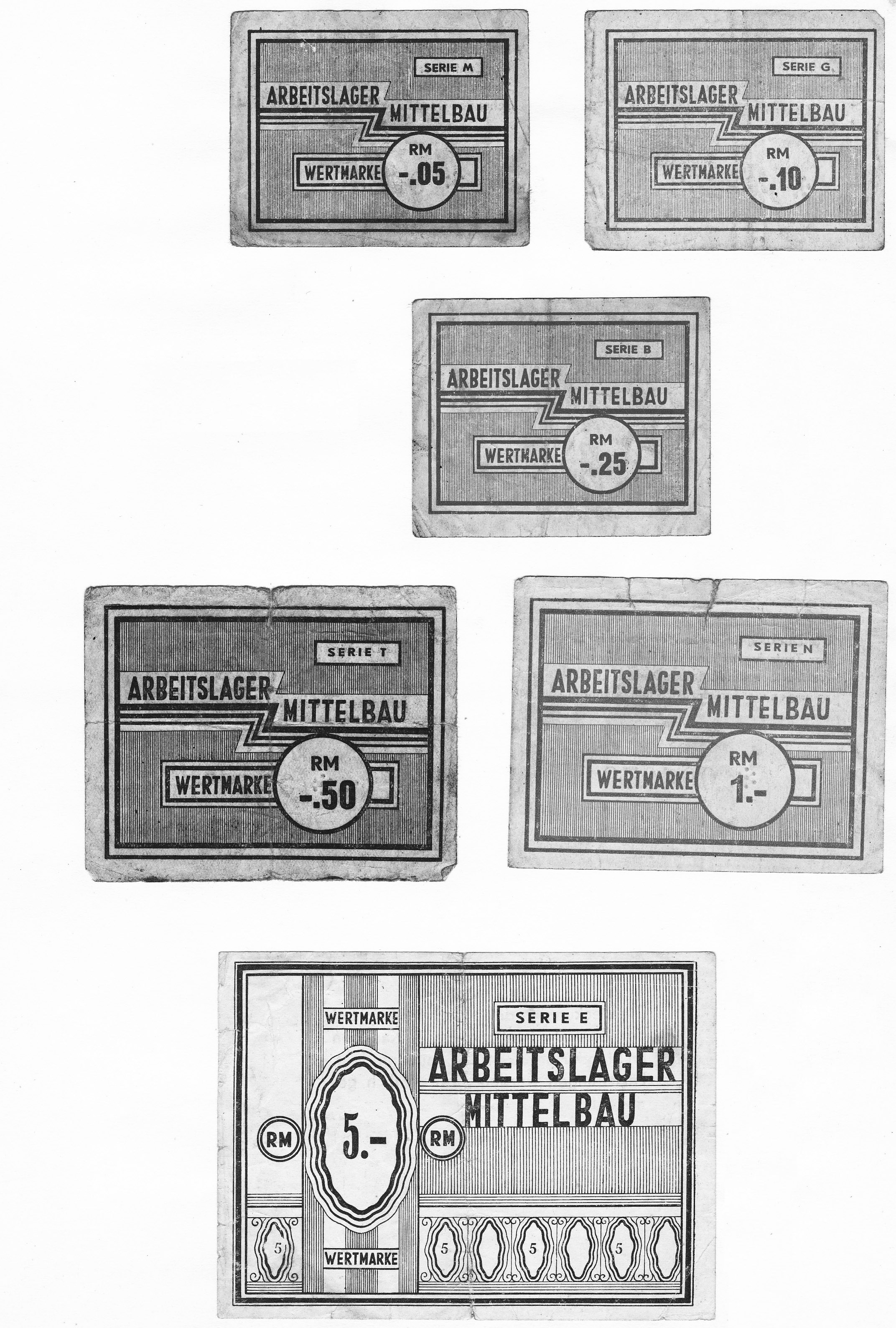
L'argent du camp

Depuis que l'Allemagne est menacée, en particulier après la bataille de Stalingrad (début 1943), le ministère de l'armement et la SS collaborent étroitement afin de mobiliser toute la main-d'œuvre disponible pour la guerre totale. Les détenus des camps de concentration et les travailleurs forcés doivent eux aussi être employés dans l'industrie de l'armement.
Les 17 et 18 août 1943, le centre de recherche sur les fusées (« armes de représailles » (armes V) prônées par Joseph Goebbels) de Peenemünde sur la mer Baltique est bombardé ; aussi, la décision est prise de placer l'usine d'assemblage des fusées dans un lieu protégé souterrain. Dès la fin du mois, un site est choisi près de Nordhausen, sur la colline du Kohnstein, non loin du camp de Buchenwald sous la dépendance duquel le camp de Dora est placé. Un vaste réseau de tunnels existe déjà dans la colline, qui est un gisement d'anhydrite.

### Camp

#### Travaux d'aménagement (août 1943 – janvier 1944)
La SS est responsable des travaux d'aménagement. L'« État-major Kammler », dirigé par Hans Kammler, est compétent pour l'ensemble du « Sperrgebiet Mittelbau » (« zone interdite Mittellbau »), qui s'étend au nord jusqu'à Göttingen, au sud jusqu'à Bad Langensalza et à l'est presque jusqu'à Eisleben.
Des détenus de Buchenwald sont affectés à Dora pour aménager les lieux afin d'y installer une usine dénommée Mittelwerk (« usine du centre »). Elle appartient à la SARL Mittelwerk, propriété du ministère de l'armement du Reich.
Mittelwerk est installé dans deux tunnels parallèles sinusoïdaux reliés entre eux par quarante-six tunnels transverses(cf. plans,). Chaque tunnel est suffisamment large pour recevoir une double voie ferrée.
Ces hommes sont enfermés jour et nuit dans les tunnels où les conditions de vie et de travail sont atroces. Au total 5 882 prisonniers meurent, dont 3 000 détenus trop faibles pour travailler dans les tunnels lors de marches en direction des camps de Maïdanek et Bergen-Belsen.

#### Démarrage de la production de l'usine (janvier – octobre 1944)
La production commence en janvier 1944 afin de fournir « le polygone d’essai » du camp polonais de Blyzna.
C'est seulement au printemps 1944 qu'un camp de baraques est construit à la surface dans le but de fournir de la main-d'œuvre pour la fabrication des fusées organisée en deux équipes (une de jour et une de nuit) travaillant chacune douze heures.
Entre septembre 1944 et février 1945, un total de 5 300 V2 sont fabriqués à Mittelwerk, 2 800 sont lancés dont la moitié environ atteignent leur cible : 1 050 tombent sur l’Angleterre, tuant 2 754 personnes et blessant 6 523 autres, détruisant 400 000 maisons, en endommageant plus de 4 000 000. La Belgique connaît le même sort. Tous pays confondus, Anvers sera la ville la plus visée par les lancements de V2. En octobre 1944, Londres reçoit vingt-cinq V2 par jour et Anvers dix. Le tir le plus meurtrier tombe sur Anvers le 16 décembre 1944 : 561 personnes sont tuées dans un cinéma.

#### Camp autonome (octobre 1944 – avril 1945)
En octobre 1944, le camp de Dora obtient, sous le nom de Dora-Mittelbau, son autonomie. Il se développe en tant que centre d'un vaste complexe avec plus de quarante camps extérieurs et kommandos de travail (Ellrich, Harzungen...), dans presque tous les lieux de la région, réseau de camps et d'installations souterraines renforcé en permanence jusque dans les dernières semaines de la guerre.
Seulement un dixième des prisonniers de Dora sont employés dans l'usine souterraine, où, sous la direction de l'équipe des spécialistes des fusées (Wernher von Braun, Arthur Rudolph), ils travaillent avec des ingénieurs et des travailleurs civils allemands.
Les prisonniers sont traités de manière inhumaine. Il y a toutefois de grandes différences de traitement entre les spécialistes, souvent des Français, qui sont affectés à des postes nécessitant une bonne maitrise technique, et les personnes affectées aux transport des pièces, généralement des Russes, Polonais ou Ukrainiens qui, mal nourris et obligés d'exercer des travaux de force, succombent rapidement à ce régime.
Les brutalités sur les prisonniers, les exécutions des saboteurs réels ou présumés par des pendaisons publiques et l'assassinat des détenus mal vus en particulier politiquement sont chose courante dans la phase finale.

### Bombardement et libération

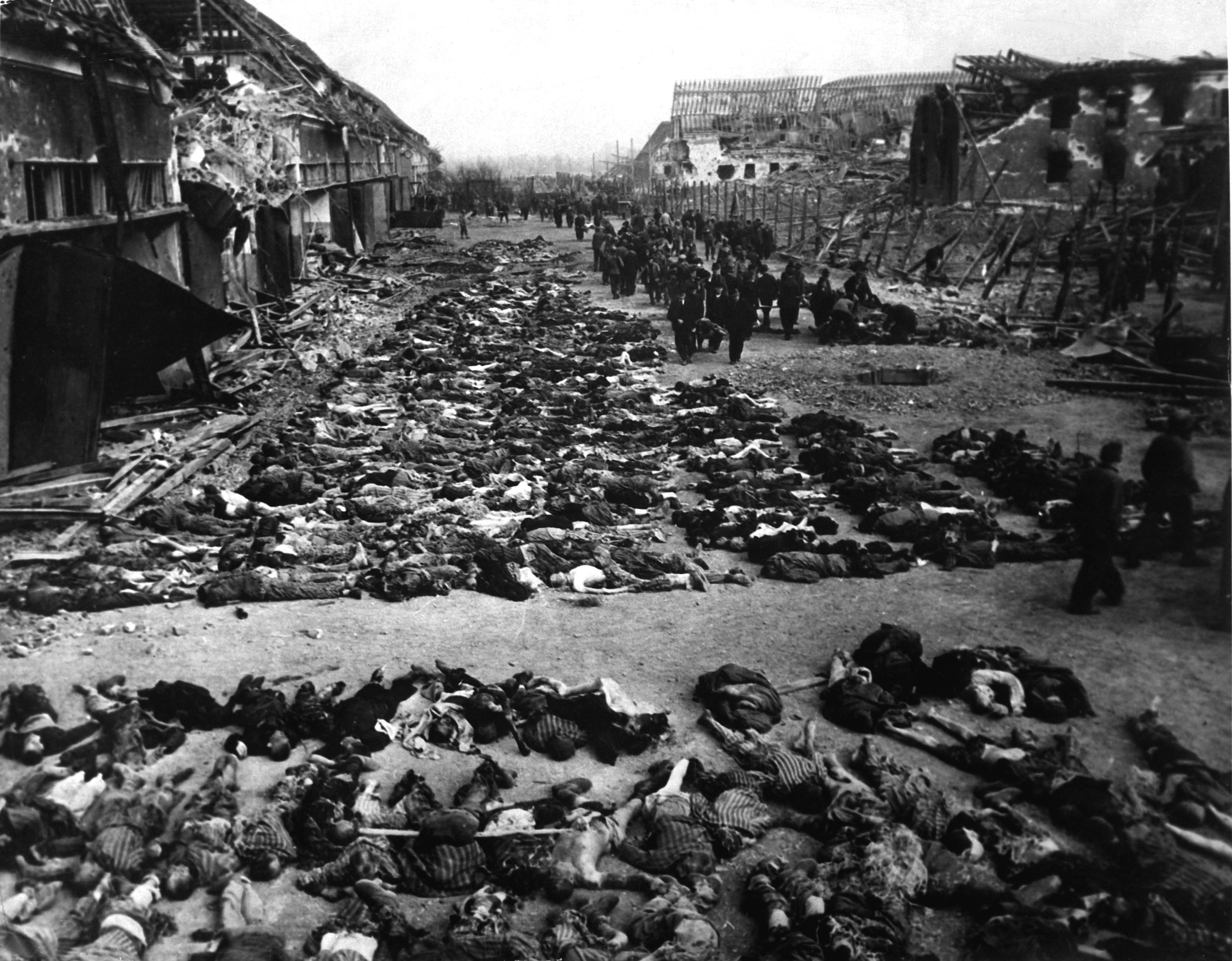
Vue du camp de Dora-Nordhausen après le bombardement allié avec les bâtiments endommagés et les tués lors de sa libération par les Alliés le 12 avril 1945.

Le 3 avril 1945, à partir de 15 h, l'aviation anglo-américaine, qui croyait qu'il s'agissait d'un camp militaire, l'a massivement bombardé. Sur les 4 000 prisonniers, 400 ont survécu aux bombes et à l'incendie. Le lendemain matin à 9 h, l'aviation est revenue bombarder la ville voisine de Nordhausen qui a été entièrement rasée.
Le 11 avril 1945, des unités du 7e corps de la 1re armée américaine libèrent le camp. Ils trouvent quelques centaines de prisonniers vivants, et 1 200 morts et mourants.
Dans son livre, intitulé The War Time Journal of Charles A, Lindberg, Charles Lindbergh raconte sa visite, le 11 juin 1945, du camp de Dora et des installations souterraines destinées à la production des V1 et V2. Des centaines de V2 sont sur les chaînes d'assemblage. L'aviateur, alors qu'il avait probablement eu quelques sympathies pour l'idéologie nazie avant guerre, est choqué des traitements infligés aux prisonniers. Il lui semble impossible que des hommes civilisés puissent s'abaisser ainsi.

## Bilan humain
Sur un peu plus de 60 000 détenus du camp de concentration Mittelbau-Dora et des établissements environnants, on estime que 26 500 ont péri abattus ou battus à mort ou morts de maladie ou de famine : dont 15 500 dans les camps ou durant les transports (la plupart d'entre eux dans les kommandos de construction : 9 000 d'épuisement au travail, 350 pendus dont 200 pour sabotage) et 11 000 durant l'évacuation organisée par les nazis pour fuir l'avance des troupes alliées,.

### Prisonniers notables
- Abbé Pierre Davignon (1912-1945), résistant, adjudant ARA. Il a également hébergé des juifs et des résistants en danger[8];
- Emmanuel Jooris (1914-1945), résistant belge, lieutenant-colonel ARA, mort sous le nom d'Emmanuel Vincent[9]
- Gérard Willemot (1901-1945), résistant belge, lieutenant ARA[10].
- Charles Ailleret, résistant français[11]
- Léon Bronchart (No 21983), résistant français et seul cheminot ayant refusé de conduire un train de déportés[12].
- Marcel Dartigues, résistant français
- Christian Desseaux (No 41096), né le 4 mars 1926 à Margny-lès-Compiègne, résistant français dès 14 ans. Il fait de la Résistance avec des camarades de collège. Le 1er avril 1943, il adhère au réseau « Jean-Marie Buckmaster » où il participe à des parachutages. À la suite d'une dénonciation, il est arrêté le 13 juillet 1943 et soumis à des interrogatoires musclés. Il arrive à Buchenwald le 19 janvier 1944 où il travaille à la carrière. Le 9 février 1944, il est affecté au Kommando de Mittelbau-Dora. Pendant trois mois, il creuse des galeries dans des conditions extrêmes. Puis il est affecté comme tourneur dans un atelier de mécanique. Le 5 avril 1945, il est évacué avec le dernier convoi, celui des « spécialistes  ». Il arrive à Ravensbrück le 15 avril 1945. Lors d'une nouvelle évacuation, il s'évade avec deux camarades. Ils sont aidés par des prisonniers de guerre français qui leur fournissent des vêtements plus discrets. Le 3 mai 1945, il est libéré par l'armée soviétique[12].
- Michel Depierre (No 81350), né le 22 juillet 1926 à Villers-Vermont, résistant français appartenant à OCM et à l'AS. Il est membre du maquis des Usages à Crisolles depuis le 7 juin 1944 quand il est arrêté par la Gestapo à la suite d'une dénonciation le 20 juillet 1944. Il arrive à Buchenwald le 21 août 1944 et affecté au camp de Mittelbau-Dora le 22 septembre 1944. Il est libéré par les américain le 11 avril 1945. En très mauvaise santé, il est rapatrié en France par avion le 20 avril 1945[13],[12].
- André Guillaume (No 40065), né le 7 avril 1924 à Troyes, résistant cheminot français. En mai 1943, il rejoint le réseau « Ceux de la Libération » où il s'occupe, entre autres, des parachutages. Le 2 août 1943, il est arrêté par la Gestapo sur son lieu de travail et déporté à Buchenwald où il arrive le 19 janvier 1944. Le 10 février 1944, il est transféré au Kommando de Mittelbau-Dora où il est serrurier. Le 5 avril 1945, il est évacué avec le dernier convoi, celui des « spécialistes  ». Il arrive à Ravensbrück le 15 avril 1945. Puis, il est une nouvelle fois évacué à pied par la route. Il est libéré par les Américains le 3 mai 1945 et rentre en France le 19 mai 1945[12].
- Paul-André Lobstein (No 31307), médecin et résistant français.
- Jean Mialet (No 21827), officier français, résistant, survivant du camp de concentration de Mittelbau-Dora, haut fonctionnaire de l'État dans l'entourage du général de Gaulle et juge à la Cour des comptes française.
- Maurice de La Pintière (1920-2006), résistant français[14].
- Gérard Pichot (No 42594), né le 29 avril 1921 à Tourtenay et mort le 31 août 2010, résistant français appartenant à l'Organisation civile et militaire. Il participe à des parachutages et les matériels sont cachés dans la cave troglodyte de la ferme familiale. Le 9 août 1943, il échappe à une arrestation menée par les Allemands dans la ferme familiale ; il est à son tour arrêté le 19 août 1943. Le 22 janvier 1944, dans le cadre de l'opération Meerschaum, il est déporté avec son père et les membres de son groupe à Buchenwald. Il est immédiatement transféré au Kommando de Mittelbau-Dora où il est séparé de son père. Il est affecté au transport des pièces des V2, puis comme magasinier dans un des tunnels où il retrouve son père. Devant l'avancée des troupes alliées, il est évacué avec son père le 5 avril 1945. Les deux hommes sont libérés par l'armée américaine le 10 avril 1945[15],[12].
- Léonce Pichot (No 42593), résistant français de l'Organisation civile et militaire.
- André Sellier (No 39570), résistant français (Mouvement Libération-Nord), auteur de Histoire du camp de Dora (1998).
- André Schock (No 52284), résistant et homme politique français.
- Simone Veil (No 78651), femme politique française[12].
- Eugène Maës (No 21538), footballeur français

## Après la guerre

### Avenir des lieux
Jusqu'à la fin du mois de juin 1945, des ingénieurs américains sauvegardent les installations de production souterraines et récupèrent documents, machines et fusées complètes, qu'ils transfèrent avec les principaux ingénieurs aux États-Unis.

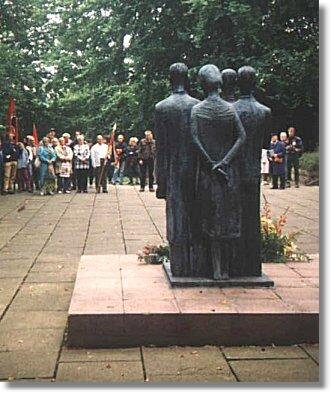
Mémorial de Mittelbau. (Sculpture de Jürgen von Woyski.)

En juillet 1945, à la suite des accords de Potsdam, l'administration militaire soviétique responsable de la zone d'occupation orientale, prend en charge les installations encore existantes.
L'ancien camp de baraques sert jusqu'en 1946 de camp pour les réfugiés et est ensuite presque complètement rasé. Les tunnels sont détruits en 1949.
En 1946, l'administration militaire soviétique érige un premier monument commémoratif dans la zone du crématoire. En 1949, celui-ci est transféré aux autorités de la ville de Nordhausen.
En 1954, est inauguré un « Monument aux morts du camp de concentration de Dora », transformé dans les années 1960 en « Lieu de mémoire et de commémoration antifascistes » : en 1966 « Lieu de mémoire et de commémoration du camp de concentration de Dora », et en 1975 « Lieu de mémoire et de commémoration Mittelbau ») ; il est actuellement sous la responsabilité de l'arrondissement (Landkreis) de Nordhausen.

### Avenir des scientifiques
Plusieurs des scientifiques nazis qui ont travaillé à Dora (sachant comment étaient traités les prisonniers[réf. souhaitée]) ont ensuite été « récupérés » par les Américains et les Soviétiques et ont contribué à l'élaboration de la filière balistique puis à l'exploration spatiale pendant la guerre froide (opération Paperclip du côté américain, département 7 côté soviétique).
Un des plus connus est Wernher von Braun (1912-1977),,, ingénieur et dirigeant du camp de Dora. Il n'a jamais admis sa responsabilité dans son livre autobiographique, minimisant sa position dans le camp et ne reconnaissant pas les crimes commis sous ses yeux.
Au total, entre 1945 et 1950 : « 5 000 savants allemands ont été embauchés par les Soviétiques et 3 000 par les États-Unis » et d'autres par les Français,. « C'est là que la conquête spatiale a commencé » déclare ainsi Robert Carrière, résistant toulousain, rescapé de Dora.

### Projet de recherche
Un projet de recherche associant 72 bénévoles pendant sept ans, chargés d'éplucher les archives de l’amicale Dora-Ellerich des anciens déportés entreposées à la coupole d'Helfaut, un bunker de la Seconde Guerre mondiale, aujourd'hui centre d'histoire et de mémoire, près de Saint-Omer (département du Pas-de-Calais), afin de pouvoir les recouper avec les dossiers de déportation, de transferts entre camps, les registres d’état-civil français, avec le soutien du conseil départemental du Pas-de-Calais. Ces bénévoles, pour la plupart des enseignants à la retraite, coordonnés par l'historien Laurent Thiery, travaillent avec une base de données compilant archives, livres, extraits d’actes de naissance, PV de gendarmerie et parfois s’adressent aux familles, ou cherchent des témoignages laissés par les déportés eux-mêmes. Un livre « Le livre des 9000 déportés de France à Mittelbau-Dora » de Laurent Thiery (Auteur), Aurélie Filippetti (Préface) est paru en 2020.

#### Témoignages
- Yuri Barashkov, Dora, témoignage du déporté n° 27977, rescapé du camp nazi de Dora (en russe), 175 pages. Yam publishing, 2019  (ISBN 978-613-9-47005-1) ;
- Yves Béon, La planète Dora, Seuil, 1985  (ISBN 2-02-008682-4)  ;
- Alain Bollaert, Biographie d'Emile Bollaert (chapitre 6), site www.emile-bollaert.fr, 2015 ;
- Gérard Chauvy et André Laroche, Dora, un déporté dans l'antre des fusées de Von Braun : De l'enfer à la Lune, Editions des Traboules, janvier 2016, 148 p. (ISBN 978-2359160833)[25] ;
- David Clair, L'Oublié de Dora - Récit, Éditions L'Harmattan, 2018,  (ISBN 978-2-343-14296-8) ;
- Michel Depierre, Michel Depierre Déporté à Dora à 18 ans N° 81 350, Éditions CDDP de l'Oise, mars 2009, 98 p.  (ISBN 978-2-86615-344-1) ;
- Walter Dornberger (trad. Henri Daussy), L'arme secrète de Peenemünde : les fusées V2 et la conquête de l'espace, Paris ; Grenoble, Arthaud, coll. « Clefs de l'aventure / clefs du savoir » (no 6), 1954, 259 p. (J'ai lu, 1966).
- Arsène Doumeau, résistant, déporté, engagé, publication du Mémorial des Déportés de la Mayenne
- Francine Galliard-Risler, André Clavé : Théâtre et Résistance – Utopies et Réalités, A.A.A.C., Paris, 1998, Ouvrage collectif écrit et dirigé par FGR, avec de très nombreux témoignages enregistrés et retranscrits – Préface de Jean-Noël Jeanneney - Épilogue de Pierre Schaeffer ;
- Francine Galliard-Risler, Dora-Harzungen, la marche de la mort, Éditions Alan Sutton, St-Cyr-sur-Loire, 2005, Ouvrage collectif dirigé par FGR – Préface de Pierre Sudreau – Introduction d’Alfred Jahn – Témoignages d'André Clavé, de René Haenjens, Wolf Wexler, Pierre Sudreau, Jean Mialet – Évocation du réseau Brutus ; ouvrage traduit et publié en Allemagne en 2015 sous le titre Todesmarsch in die Freiheit – Traductrices Helga Dahl-Dupont et Isabelle George ;
- Francine Galliard-Risler, Todesmarsch in die Freiheit - durch den Harz, Iatros Verlag, 2015 – Traduction de Dora-Harzungen, la marche de la mort de FGR, Éditions Alan Sutton, St-Cyr-sur-Loire, 2005, traductrices (Überstzung) Helga Dahl-Dupont et Isabelle George ;
- Eugène Greff, « À Ellrich, près de Dora », De l'Université aux Camps de Concentration, Presses universitaires de Strasbourg, 1947 ;
- P. Hagenmuller, « L'évacuation de Dora », De l'Université aux Camps de Concentration, Presses universitaires de Strasbourg, 1947 ;
- P. André Lobstein, « Le Bloc 39A du Revier de Dora », De l'Université aux Camps de Concentration, Presses universitaires de Strasbourg, 1947 ;
- James Mc Govern (trad. Michel Deutsch), La Chasse aux armes secrètes allemandes [« Crossbow and overcast »], 1965 [détail de l’édition]
- Marcel Le Delliou, Viens avec nous, petit : un jeune Breton dans l'enfer nazi, Le Faouët, Liv'éditions, coll. « Létavia recherches », 2001, 218 p. (ISBN 978-2-84497-019-0, OCLC 54448536) ;
- Jean Michel, De l'enfer aux étoiles : Dora, le temps de la nuit, Paris, Presse d'aujourd'hui, 1993, 298 p. (ISBN 978-2-910014-00-1, OCLC 463783389).
- Jean Michel et Louis Nucéra, Dora : dans l'enfer du camp de concentration où les savants nazis préparaient la conquête de l'espace, Paris, Le Livre de poche, coll. « Le Livre de poche » (no 4896), 1977 (1re éd. 1960), 599 p. (ISBN 978-2-253-01573-4, OCLC 461809638)
- Marcel Petit, Contrainte par corps, Portet-sur-Garonne, Empreinte, coll. « témoignage », 2009, 289 p. (ISBN 978-2-913319-57-8, OCLC 470965959)
- Maurice de La Pintière et Louis Garnier, Dora, la mangeuse d'hommes : reproductions de 35 lavis faits en 1945, Presse d'Aujourd'hui, 1993
- Richard Pouzet, Dora, propos d'un bagnard à ses enfants., Paris, Impr. de André Castet, 1946, 222 p. (OCLC 461484704, BNF 32543326) Ouvrage couronné par l'Académie française (1949, prix Miller) ;
- Charles Sadron, « À l'usine de Dora », De l'Université aux Camps de Concentration, Presses universitaires de Strasbourg, 1947 ;
- André Sellier (préf. Edward Arkwright), Histoire du camp de Dora, Paris, La Découverte, coll. « Textes à l'appui / Histoire contemporaine », 1998, 540 p. [détail de l’édition] (ISBN 978-2-7071-2890-4, OCLC 406255039)[26],[27],[28] ;
- André Sellier avec Yves Le Maner, Images de Dora, 1943-1945 : voyage au cœur du IIIe Reich, Liévin, Hardelot : La Coupole-Centre d'histoire de la guerre et des fusées - Impr. du Centre, 1999, 88 p. (ISBN 9782951415201), Catalogue d'exposition[29] ;
- Laurent Thiery et 69 auteurs sous la direction scientifique de Laurent Thiery, Le livre des 9000 déportés de France à Mittelbau-Dora, Le Cherche midi, 10 septembre 2020, 2456 p. (ISBN 978-2749164731), Vingt ans de recherche du Centre d'Histoire La Coupole ont été nécessaire afin de réaliser ce dictionnaire des 9000 déportés de France à Dora[30],[31],[32] ;
- Jean-Pierre Thiercelin, De l'enfer à la lune, Les Cygnes, avril 2018, 122 p. (ISBN 978-2369442752)[33],[34] ;
- Alexandre Vetrov, Dora - Témoignage d'un déporté soviétique (en russe), 243 pages. Éditeur Yuri Barashkov, 2018 ;
- Robin Walter, KZ Dora, Vincennes, Des ronds dans l'O, 2010 (ISBN 978-2-917237-14-4, OCLC 937823723)
- Andrés Pontoizeau, Chef militaire départemental « Libération Nord » - Dora la mort, de la résistance à la libération par Buchenwald et Dora ;
- Paul Schwarz Le déporté de Dora - Mémoires d'un survivant des camps de la mort, Éditions Francois Bourin, 2017,  (ISBN 979-1025203170).
- Christian Desseaux (raconté par William Fourtot): "Dora, le tunnel de la mort"(livre)

### Articles de presse
- Judith Rueff, « Dora, le camp trop bien oublié », Le Monde, 28 avril 1990[35] ;
- Jean Mialet (président du Comité européen de Dora-Mittelbau), « Génie technologique et barbarie revenue », lettre parue dans Le Monde, 10 octobre 1992[36] ;
- Michel Guerrin et Emmanuel de Roux, « Dans le camp de Dora, des déportés et des fusées », Le Monde, 26 mai 1999[37].

### Documentaires télévisés
- Les armes secrètes d'Hitler, de Bernard George et Yves Le Maner, sur France 3, 1996[38],[39] ;
- « L'arme de représailles » de la série Nazi Megastructures, sur National Geographic, 2014[40] ;
- Seconde Guerre mondiale, les derniers secrets des nazis, sur D8 dans Histoire interdite, 2015[41] ;
- Destination Lune - Les anciens nazis de la Nasa, de Jens Nicolai, 2018, Allemagne[42] ;
- Matricules, web-documentaire de Fabrice Jazbinsek, 2016 [voir en ligne][43].
- Les Ombres de Dora, de Xavier-Marie Bonnot et Renaud Lavergne, sur LCP-AN, 2024[44]